# Benjamin Guggenheim
Benjamin "Ben" Guggenheim, född 26 oktober 1865, död 15 april 1912, var en amerikansk affärsman och mångmiljonär. Han omkom ombord på RMS Titanic när skeppet förliste på Atlanten. Hans kropp återfanns aldrig.

## Tidigt liv
Benjamin Guggenheim föddes i Philadelphia i USA som den femte av sju söner till den rika gruvmagnaten Meyer Guggenheim (1828–1905) och Barbara Myers (1834–1900), båda ursprungligen från Lengnau, Aargau i Schweiz. Han gick på Peirce School of Business (nu Peirce College) som då var en av de mest framstående affärsskolorna i landet. Guggenheim var judisk. 1894 gifte han sig med Florette Seligman (1870–1937), dotter till James Seligman, en seniorpartner i företaget J. & W. Seligman & Co och Rosa Seligman, född Content. Hennes familj har sitt ursprung i Baiersdorf, Franconia, Tyskland. Tillsammans hade de tre döttrar: Benita Rosalind Guggenheim (1895–1927), Marguerite "Peggy" Guggenheim (1898–1979) och Barbara Hazel Guggenheim (1903–1995).
Guggenheim ärvde mycket pengar från sin mor. På grund av affärsproblem gled han isär från sin fru och var ofta borta från deras hem i New York City. Han hade även en lägenhet i Paris, Frankrike.

## Ombord på Titanic
Guggenheim gick ombord på RMS Titanic i Cherbourg tillsammans med sin älskarinna, den franska sångerskan Madame Léontine Aubart (1887–1964), sin betjänt Victor Giglio (1888–1912), sin chaufför René Pernot (1872–1912) och Emma Sägesser (1887–1964). Hans biljettnummer var 17593 och kostade £79 4 shilling. Han och Giglio bodde i hytten B82, Aubart och Sägesser  i hytten B35. Pernot tilldelades en okänd hytt i andra klass.
Guggenheim och Giglio låg och sov när Titanics sammanstötning med isberget och blev väckta strax efter midnatt av Aubart och Sägesser som berättade om kollisionen. Sägesser citerade senare Giglio genom att säga: "Never mind, icebergs! What is an iceberg?" Guggenheim övertalades att gå upp och klä sig samtidigt som Steward Henry Samuel Etches hjälpte honom med flytväst och en tung tröja innan han skickade iväg honom, Giglio och de två kvinnorna upp till båtdäck.
När Aubart och Sägesser motvilligt gick ner i livbåt nummer 9 talade Guggenheim med pigan på tyska och sade: "Vi kommer snart att träffa varandra igen! Det är bara en reparation. I morgon kommer Titanic att fortsätta igen." När han insåg att situationen var mycket allvarligare än han antydde och att han inte skulle kunna räddas återvände han till sin hytt med Giglio och de två männen och bytte om till finkläder. Den överlevande Rose Amelie Icard skrev i ett brev: "Miljonären Benjamin Guggenheim klädde upp sig och inväntade sin död efter att ha hjälpt till att rädda kvinnor och barn." De två sågs på väg in i Grand Staircase och stängde dörren bakom dem. Det hördes att han sa: "Vi har klätt oss i vårt bästa och är beredda att gå ner som gentlemän." Han gav också Etches, som överlevde förlisningen, ett meddelande som Etches skrev ned: "Om något skulle hända med mig, berätta för min fru i New York att jag har gjort mitt bästa för att göra min plikt." Etches rapporterade också följande: "Kort efter att de sista båtarna sänktes och jag beordrades upp till däck så vinkade jag adjö till Mr. Guggenheim och det var den sista jag såg av honom och Giglio". Guggenheim och Giglio sågs det sista sittande i fåtöljer vid foajén till Grand Staircase och smuttade konjak och rökte cigarrer, redo att acceptera sitt öde utan vare sig rädsla eller tvekan. Båda två omkom vid förlisningen. Deras kroppar identifierades aldrig. Guggenheims chaufför, Pernot omkom också i katastrofen.